# Dysmicoccus joannesiae
Dysmicoccus joannesiae är en insektsart som först beskrevs av Costa Lima 1939.  Dysmicoccus joannesiae ingår i släktet Dysmicoccus och familjen ullsköldlöss. Inga underarter finns listade i Catalogue of Life.